# 寂地
寂地（1983年6月22日—），英文昵称Jidi， 中文本名祖雅乐，四川成都人，中国大陆女性绘本漫画家、插画家、作家。2004年起陆续出版绘本漫画《我的路 （My Way）》系列，2008年出版小说《踮脚张望的时光》，2010年与阿梗合著出版彩色漫画《踮脚张望》系列。现居云南大理，是一位温暖人心灵的创作者。

## 经历
- 2002年，寂地开始在各类版画杂志发表漫画、短篇小说及插图。
- 2002年6月，就读于西南民族学院（即后来的西南民族大学）绘画系的寂地[1]，开始在《新蕾》杂志连载绘本《我的路 （MY WAY）》并大受欢迎。
- 2004年10月，《我的路 （MY WAY）》第1册单行本出版，收到广大读者好评。
- 2004年，《我的路》获得第一届金龙奖最佳绘本漫画奖。
- 2004年底，寂地离开家乡成都，前往北京发展。
- 2005年，《我的路 （MY WAY）》系列第1册获得第二届金龙奖年度最佳内地绘本图书。
- 2005年至2008年，寂地先后出版《我的路 （MY WAY）》系列的第2、3、4册。
- 2008年2月，寂地第一部小说《踮脚张望的时光》出版。
- 2009年开始，寂地先后在法国出版《我的路 （MY WAY）》系列第1、2、3册，在马来西亚出版《我的路》第1册。
- 2009年，《我的路 （MY WAY）5.若是自由》出版。
- 2009年12月，寂地出版了首本个人同名画集《寂地》，收录其2002-2008年精选的单幅插图。
- 2010年，根据寂地畅销小说《踮脚张望的时光》改编的漫画《踮脚张望》第1册出版。《踮脚张望》由寂地撰写故事脚本，由版画家、漫画家阿梗绘画。
- 2010年7月，寂地离开北京，迁至云南大理生活。
- 2010年10月，寂地为国内首本绘本杂志《绘心》创刊号绘画短篇《雨天小姐》。
- 2010年12月，短片集《飞翔的猫》出版。
- 2011年，寂地将《我的路》及《踮脚张望》的连载从《新蕾》迁至绘本杂志《约绘》。
- 2011年至今，先后出版《踮脚张望》1-4册，《踮脚张望》系列全5册将在2014年初完结。
- 2012年7月，慈善画册《生命中一年的时光》出版。寂地发起”瓷娃娃关怀一年涂“活动，将自己每天一张共计一年368张手稿捐献，画作通过网上拍卖形式共筹得16.9万元。并连同出版物及明信片版税，至2013年3月共筹得善款30余万元，于2013年8月全部捐赠给中国瓷娃娃罕见病关爱中心。[2]
- 2013年至今，先后出版《我的路（MY WAY）》系列第6、7册，第8册正在连载中。
- 2013年7月，寂地在云南大理成立寂地大象馆（Elephant Museum）工作室。

## 出版作品

### 我的路系列
- 《我的路 （MY WAY） 1·我的路》，2004年，ISBN 9787538524246
- 《我的路 （MY WAY） 2·时间海洋》，2005年，ISBN 9787538524246
- 《我的路 （MY WAY） 3·蓝色饼干》，2006年，ISBN 9787531815860
- 《我的路 （MY WAY） 4·春暖花开》，2007年，ISBN 9787531818281
- 《我的路 （MY WAY） 5·若是自由》，2009年，ISBN 9787531823155
- 《我的路 （MY WAY） 6·風輕雲淡》，2011年，ISBN 9787531832744
- 《我的路 （MY WAY） 7·燦若繁星》，2012年，ISBN 9787531837800
- 《我的路 （MY WAY） 精装辑1·深蓝》，2011年，ISBN 9787531832171
- 《我的路 （MY WAY） 精装辑2·浅紫》，2012年，ISBN 9787531837381

### 踮脚张望系列
- 《踮脚张望的时光》（小说），2008年，ISBN 9787020066476
- 《踮脚张望 1》，2010年，ISBN 9787531825333
- 《踮脚张望 2》，2011年，ISBN 9787531829744
- 《踮脚张望 3》，2012年，ISBN 9787531833338
- 《踮脚张望 4》，2013年，ISBN 9787531830696

### 其他
- 《寂地》（个人画集），2009年，ISBN 9787531823629
- 《飞翔的猫》（短篇绘本集），2010年，ISBN 9787531826569
- 《生命中一年的时光》（慈善画集），2012年，ISBN 9787540556617

## 奖项
- 2004年，《我的路 （MY WAY）》获第一届金龙奖最佳绘本漫画奖。[3]
- 2005年，《我的路 （MY WAY） 1·我的路》获第二届金龙奖年度最佳内地绘本图书。
- 2011年，《踮脚张望 1》获第五届日本国际漫画赏银奖。